# Artem Stepanov
Pour les articles homonymes, voir Stepanov.
Artem Stepanov (en ukrainien : Артем Романович Степанов), né le 10 août 2007 à Loutsk en Ukraine, est un footballeur ukrainien évoluant au poste d'avant-centre au FC Nuremberg, en prêt du Bayer Leverkusen.

## Biographie

### En club
Né à Loutsk en Ukraine, Artem Stepanov est formé par le club local du Volyn Loutsk avant de poursuivre sa formation au Chakhtar Donetsk. Lors de l'été 2022, il rejoint l'Allemagne pour s'engager en faveur du Bayer Leverkusen. Après s'être imposé comme un joueur majeur de l'équipe des moins de 17 ans du club, Stepanov signe un nouveau contrat avec Leverkusen le 9 janvier 2024, le liant au club jusqu'en juin 2027,.
Le 26 novembre 2024, il fait sa première apparition en professionnel à l'occasion d'une rencontre de Ligue des champions face au Red Bull Salzbourg. Il entre en jeu à la place de Patrik Schick lors de ce match remporté par Leverkusen (5-0 score final).
Lors de l'été 2025, Artem Stepanov rejoint le FC Nuremberg sous la forme d'un prêt d'une saison afin de gagner en temps de jeu. Le transfert est officialisé dès le 30 avril 2025,.

### En sélection
Artem Stepanov représente l'équipe d'Ukraine des moins de 16 ans jouant au total trois matchs et marquant deux buts en 2023.
Stepanov est retenu avec l'équipe d'Ukraine des moins de 17 ans pour participer au Championnat d'Europe des moins de 17 ans en 2024.

## Vie privée
Artem Stepanov est le fils d'un ancien footballeur ukrainien, Roman Stepanov (en), qui a joué pour le Volyn Loutsk notamment.